# Albert Roelofs
Pour les articles homonymes, voir Roelofs.
 (août 2018).
Si vous disposez d'ouvrages ou d'articles de référence ou si vous connaissez des sites web de qualité traitant du thème abordé ici, merci de compléter l'article en donnant les références utiles à sa vérifiabilité et en les liant à la section « Notes et références ».
Albert Roelofs, né Otto Willem Albertus Roelofs le 5 septembre 1877 à Schaerbeek et mort le 31 décembre 1920 à La Haye, est un artiste peintre, aquafortiste, lithographe, dessinateur et aquarelliste néerlandais.

## Biographie
Albert Roelofs était le fils du célèbre peintre néerlandais Willem Roelofs (né à Amsterdam le 10 mars 1822 et mort à Berchem le 12 mai 1897). En 1847 Willem Roelofs quitta brusquement La Haye et s'installa à Bruxelles. Il y resta jusqu'en 1897.
Albert Roeloefs habita et travailla à Bruxelles, à Paris et à La Haye de 1893 à 1920.
Il avait suivi une formation à l'académie des Arts de La Haye et à l'académie Julian à Paris chez Victor Gilsoul. Ses réalisations étaient des intérieurs, des paysages, des portraits, des natures mortes et les animaux.
Albert Roelofs donna des cours de peinture à la Reine Wilhelmine et à la Princesse Juliana.
Il était membre de plusieurs cercles d'artistes notamment le Pulchri Studio, la Société des aquarellistes néerlandais de La Haye, ainsi que l’Arti et Amicitiae d'Amsterdam.

## Galerie

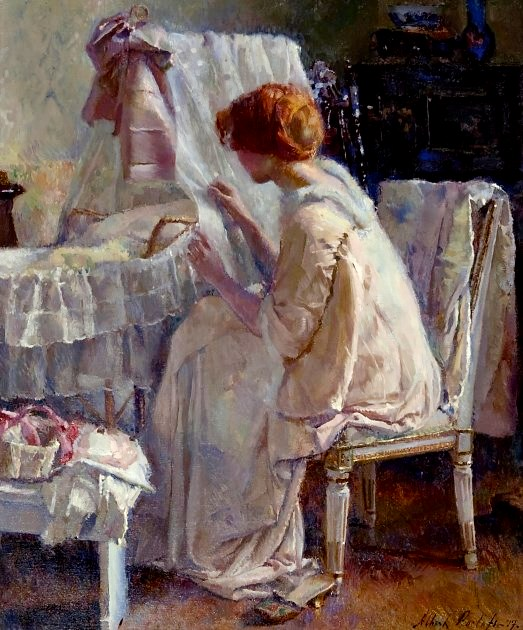
't Kindje slaapt.
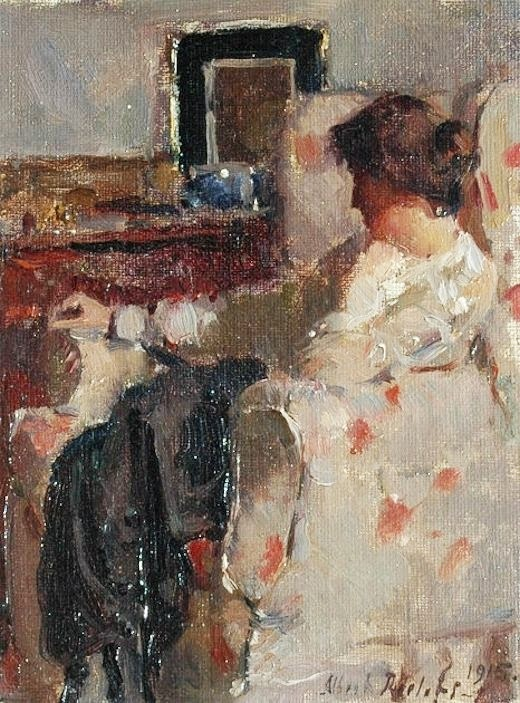
Tsjieke.
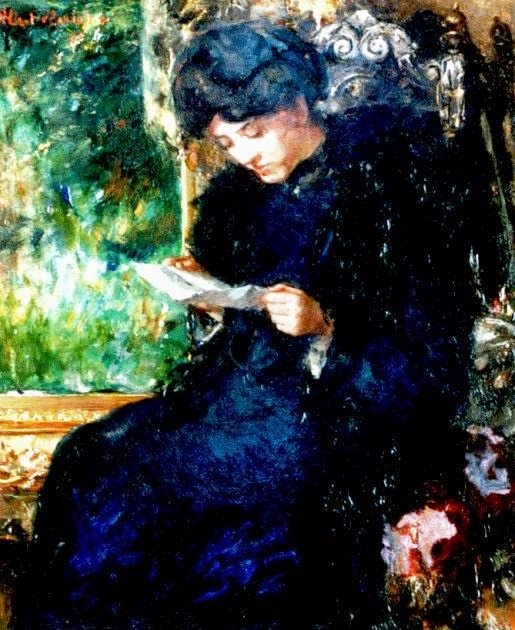
De brief.
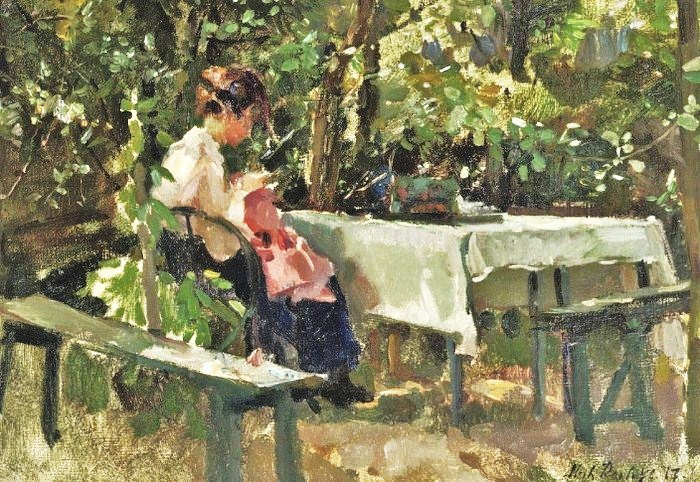
Naaien in de tuin.